# Orthomitrium schofieldii
Orthomitrium schofieldii är en bladmossart som beskrevs av Benito C. Tan och Jia Yu 1997. Orthomitrium schofieldii ingår i släktet Orthomitrium och familjen Orthotrichaceae. Inga underarter finns listade i Catalogue of Life.